# Správní obvod obce s rozšířenou působností Hlučín
Správní obvod obce s rozšířenou působností Hlučín je od 1. ledna 2003 jedním ze čtyř správních obvodů obcí s rozšířenou působností v okrese Opava v Moravskoslezském kraji. Správní obvod zahrnuje města Dolní Benešov a Hlučín a 13 dalších obcí. Rozloha správního obvodu činí 165,32 km² a v roce 2020 měl 40 639 obyvatel.
Město Hlučín je zároveň obcí s  pověřeným obecním úřadem. Správní obvod obce s rozšířenou působností Hlučín se tedy kryje se správním obvodem pověřeného obecního úřadu Hlučín.

## Seznam obcí
Poznámka: Města jsou vyznačena tučně. Výčet místních částí obcí je uveden v závorce.
- Bělá
- Bohuslavice
- Darkovice
- Děhylov
- Dobroslavice
- Dolní Benešov (Zábřeh)
- Hať
- Hlučín (Bobrovníky, Darkovičky)
- Kozmice
- Ludgeřovice
- Markvartovice
- Píšť
- Šilheřovice
- Vřesina
- Závada

## Obyvatelstvo
| Rok  | Obyv.  | ± %    |
| ---- | ------ | ------ |
| 1869 | 17 404 | —      |
| 1880 | 18 603 | +6,9 % |
| 1890 | 20 032 | +7,7 % |
| 1900 | 21 807 | +8,9 % |
| 1910 | 22 633 | +3,8 % |

| Rok  | Obyv.  | ± %     |
| ---- | ------ | ------- |
| 1921 | 24 285 | +7,3 %  |
| 1930 | 26 215 | +7,9 %  |
| 1950 | 26 872 | +2,5 %  |
| 1961 | 33 694 | +25,4 % |
| 1970 | 37 431 | +11,1 % |

| Rok  | Obyv.  | ± %    |
| ---- | ------ | ------ |
| 1980 | 39 485 | +5,5 % |
| 1991 | 39 466 | −0 %   |
| 2001 | 39 793 | +0,8 % |
| 2011 | 39 465 | −0,8 % |
| 2021 | 39 669 | +0,5 % |